# Taxeotis limbosa
Taxeotis limbosa là một loài bướm đêm trong họ Geometridae.